# 只此青绿
《只此青绿》（英語：A Tapestry of a Legendary Land）是由周莉亚、韩真两位青年舞蹈家联合编创，由故宫博物院、人民网、中国东方演艺团、域上和美联合出品的舞蹈诗剧。2024年改编为同名电影，由中国电影股份有限公司出品，于9月19日在北京大学首映，并随后登陆全国各大院线，于10月1日在中华人民共和国全国正式公映，10月17日在澳门公映。

## 劇情
只此青绿的创作灵感来源于王希孟及其唯一傳世的作品《千里江山图》。全剧分“展卷”、“问篆”、“唱丝”、“寻石”、“习笔”、“淬墨”、“入画”七个篇章，以一位现代故宫研究员的视角，讲述了北宋画家王希孟创作《千里江山图》的经历，同时穿插描绘了书画相关的传统手工艺图景。全剧有两条故事线交错进行：一边是现实中的展卷人在夜里将《千里江山图》徐徐展开、品阅长卷，一边是画家王希孟从山野少年到初入宫廷，纵览河山后再得到宋徽宗点拨，呕心沥血创作出传世名作《千里江山图》。剧终编导进行了艺术化处理，让创作完毕的王希孟“穿越”到自己的画作展览上。

## 演出
2021年8月18日：《只此青绿》——舞绘《千里江山图》在人民网1号演播厅举办首演新闻发布会；
2021年8月20日-22日：该剧在北京国家大剧院首演，并于2021年9月开启全国首轮巡演。该剧于2022年3月开启第二轮巡演。
2022年1月31日除夕夜，该剧选段登上《2022年中央广播电视总台春节联欢晚会》。
2024年9月19日，该剧电影版于北京大学举办全球首映礼。
2024年10月1日，该剧电影版于全国正式公映。